# Група армии „Ф“
Група армии „Ф“ (на немски: Heeresgruppe F) е стратегическа командна форманция на Вермахта служеща по време на Втората световна война и е подчинена на командирния щаб на Западния фронт
Създадена на 12 август 1943 г. в Байройт тя е предимно разположена на Балканите. От август 1943 г. е командвана от Максимилиан фон Вайкс повишен до Генерал-фелдмаршал на 1 февруари 1943 г. заедно с генерал-лейтенант Херман Фоерч служещ като началник на персонала. Битките, който води тази армия бяха предимно в защита срещу възможни съюзнически инвазии, и също така се бореше на разстояние от местни партизански групи, които набират сила. В края на 1944 г. Максимилиан фон Вайкс ръководи немското отстъпление от Албания, Гърция, Югославия и повечето в началото на Битката за Будапеща.
Група армии „Ф“ е разпусната на 25 март 1945 г.